# Dąbrowa (gmina Oleśnica)
Dąbrowa (niem. Dammer) – wieś w Polsce położona w województwie dolnośląskim, w powiecie oleśnickim, w gminie Oleśnica.

## Historia
Pierwsza wzmianka o wsi pochodzi z 1227 roku. W roku 1785 wieś była częścią majątku książąt oleśnickich, a w 1922 roku była dobrem sołeckim liczącym 124 ha, którym władał kapitan Robert Mendrzyk z Komorowa. Obecną nazwę wsi zatwierdzono administracyjnie 12 listopada 1946.

## Podział administracyjny
W latach 1975–1998 miejscowość należała administracyjnie do województwa wrocławskiego.